# AB 70-D1
AB 70-D1 je dispenzer kasetne bombe koji je koristila Luftvafe tokom Drugog svetskog rata.

## Dizajn

### Kontejner za oružje
AB 70-D1 je sadržao pedeset visokoeksplozivnih fragmenata podmunicije, bio je cilindričnog oblika i napravljen je od livenog čelika. Telo je bilo preklopnog dizajna sa gornjom i donjom polovinom sa repnim perajima koja su bila spojena na šarkama na zadnjem delu kontejnera. Osnova i glava kontejnera su bili sa unutrašnjim navojem, a osnova kontejnera je imala ušicu za vešanje, a nos je imao čelični čep za zatvaranje sa osiguračem. 
Kontejner je mogao da bude obešen vertikalno ili horizontalno unutar odeljka za bombe ili horizontalno sa čvrste tačke ispod trupa ili krila aviona. Za ušicu za vešanje bila je pričvršćeno gajtanom za razdvojeni prsten koji je pričvršćen za padobran. Kada je bomba bačena, aktivirao bi se padobran koji bi pokrenuo frikcioni upaljač koji je uvučen u čelični čep za zatvaranje. Čep za zatvaranje je presečen eksplozijom malog detonatora i na taj način bombe ispadaju. Nemačka dokumentacija kaže da AB 70-D1 nije potpuno bezbedno za transport i da avionima nije dozvoljeno da slete sa neiskorišćenim kontejnerima AB 70-D1. Takođe je nemoguće AB 70-D1 odbaciti i posle ih ponovo koristiti, a minimalna visina oslobađanja bombe bila je 150 m (490 ft). 

### Sub-municija (podmunicija)
Iz AB 70-D1 su se mogle izbacivati dve vrste podmunicije, jedna je bila nemačka SD 1, a druga francuska SD 1 FRZ. SD 1 FRZ je baziran na zarobljenom minobacačkom municijom od 50 mm (2 in) za laki minobacač Lance Grenades de 50 mm model 37 koji je koristila francuska vojska, a koji je modifikovan dodavanjem novog repnog sklopa sa 6 peraja. Dok je nemački SD 1 možda bio zasnovan na nemačkim minobacačkim mecima od 50 mm (2 in) koje je koristio 5 cm Granatverfer 36 koji je modifikovan dodavanjem novog repnog sklopa sa 8 peraja. Na prednjoj strani AB 70-D1 nalazila se jedna grupa od deset bombi koje je držala metalna traka, a u zadnjem delu bila su još četiri klastera od deset bombi koje su takođe sve zajedno držale metalne trake. Bombe su bile nabijene od nosa do repa, a repna čašica svake bombe je formirala sigurnosni uređaj za nosni upaljač bombe iza nje. Oba tipa bombi su punjena na isti način.  SD 1 bombe su bile žute, a SD 1 FRZ bombe su bile žućkasto-braon boje. 
- Podmunicija SD 1 i SD 1 FRZ
- Preživela nemačka podmunicija SD 1